# Optimisti
Optimistic es una película serbia de 2006 dirigida por Goran Paskaljević.

## Argumento
Los hechos transcurren en Serbia, justo antes de la caída de Milosevic. Se trata de 5 historias en las que cuentan cómo sobreviven los ciudadanos rodeados de miseria y la esperanza a la que se agarran para poder subsistir...

## Comentarios
Basadas en Cándido, novela escrita por Voltaire.
El título de la película es una ironía, El optimismo consiste en insistir en que todo va bien cuando todo va mal.

## Premios
- Ganadora de la Espiga de Oro en Semana Internacional de Cine de Valladolid (Seminci) (2006).

- Datos: Q6051670